# Diocle di Fliunte
Diocle (Fliunte, seconda metà del V secolo a.C. – ...) è stato un drammaturgo greco antico.

## Biografia
Diocle, ateniese o di Fliunte, viene annoverato tra gli ultimi rappresentanti della commedia antica e i primi della commedia di mezzo; fu contemporaneo di Sannirione e di Filillio.

## Commedie
La Suda riporta alcuni suoi titoliː Θάλαττα (Marina), Μέλιτται (Le api), Ὄνειροι (I sogni), Βάκχαι (Le baccanti), Θυέστης (Tieste). Dai titoli emerge una tendenza che è già della mese, come l'uso di protagoniste femminili, specie cortigiane, e la parodia dei miti consacrati dal teatro di Euripide.
Sempre secondo Suda, avrebbe inventato le percussioni di scena con vasellame di argilla, una sorta di stomp greco.